# Dainora Alšauskaitė
Dainora Alšauskaitė, född den 22 oktober 1977 i Zarasai, Litauiska SSR, Sovjetunionen,
är en litauisk orienterare som tog EM-silver i sprint 2004.